# Alex Silva (wrestler)
Alexander Freitas (Montréal, 23 gennaio 1990) è un wrestler canadese.
Era sotto contratto con la Total Nonstop Action Wrestling (TNA) dove si esibiva con il ring name di Alex Silva.

## Carriera

### Allenamento e inizio carriera (2004-2011)
Freitas inizia ad allenarsi sotto la guida di suo padre, un wrestler che si esibiva come Tommy Rose e debutta come Sean Simmons nel 2004. Cambia il suo ring name in Alex Silva poco dopo e continua a combattere nella zona del Québec e di Chicago fino al 2010. Il 9 dicembre, in seguito all'accordo fra OVW e Ring of Honor, debutta anche nella federazione di Philadelphia, perdendo contro Michael Elgin. Il 2 agosto 2011, combatte come jobber a WWE Superstars con il ring name di Pat Silva, venendo squashato da Brodus Clay. Il 2 agosto 2011, combatte come jobber a WWE Superstars con il ring name di Pat Silva, venendo squashato da Brodus Clay. Il 15 ottobre, durante lo show indipendente AWE Night of the Legends, riesce a battere l'ex WWE Finlay. Il 1º ottobre, in ROH, viene sconfitto da Tommaso Ciampa.

### Ohio Valley Wrestling (2010 - 2013)
Cannon debutta in OVW con il ring name di Alex Lisbon il 3 novembre 2010, perdendo contro Paredyse. Cambia poi ring name in Alex Silva e l'11 dicembre sconfigge Mohamad Ali Vaez, conquistando l'OVW Television Championship per la prima volta in carriera. Dopo aver mantenuto il titolo per 46 giorni, lo perde contro Vaez il 26 gennaio 2011. La settimana seguente, ritorna in Canada per un breve periodo.
Fa il suo ritorno in OVW nel luglio 2011. Il 9 novembre sconfigge Rocco Bellagio, conquistando per la seconda volta l'OVW Television Championship. Lo perderà tuttavia dopo soli sette giorni, contro Adam Revolver. Dopo qualche mese di assenza, il 10 marzo 2012, torna nuovamente a Louisville. La TNA nel frattempo, con la OVW divenuto territorio di sviluppo della stessa, mette sotto contratto Silva, che andrà a vincere ancora una volta il Television Title, sconfiggendo Ryan Howe il 12 settembre 2012. Un mese dopo, lo perde contro Cliff Compton.
Dopo aver perso il titolo, inizia a concentrarsi sulla divisione Tag Teams, formando una coppia con l'altro vincitore del TNA Gut Check, Sam Shaw. Sconfiggendo Jessie Godderz e Rudy Switchblade il 1º dicembre, conquistano gli OVW Southern Tag Team Championship per la prima volta. Li perdono il 16 gennaio, contro Crimson e Jason Wayne, noti come Coalition. Sconfiggendoli il 27 febbraio, riconquistano i titoli ma il 3 aprile li perdono nuovamente contro Wayne e Crimson. Lascia la OVW a luglio 2013, dopo essere stato licenziato dalla TNA.

### Total Nonstop Action Wrestling (2012-2013)
Nella puntata in onda il 26 aprile 2012, Silva fa il suo debutto televisivo per la Total Nonstop Action Wrestling avendo come manager Al Snow venendo presentato come primo Gut Check, ovvero primo talento pescato da Snow in OVW che potrebbe ricevere un contratto con la TNA a tempo pieno. Tuttavia, perde dopo una DDT contro Robbie E. La settimana seguente, Ric Flair, Al Snow e Bruce Prichard decidono, dopo che egli ha tenuto un promo, di offrirgli un contratto con la TNA. Il 22 novembre, fa il suo ritorno ad Impact, perdendo contro un altro vincitore del Gut Check, Sam Shaw. Silva prende poi parte ai tapings di X-travaganza, partecipando ad un 7-man Xscape Match, vinto da Christian York. Lotta poi con Hernandex, perdendo contro i due membri degli Aces & Eights Devon e DOC. Il 5 luglio, viene licenziato dalla TNA.

## Personaggio

### Mosse finali
- Silva Surfer (Running knee smash)
- Lariato (Running Lariat)

### Manager
- Sunny
- Al Snow

## Titoli e riconoscimenti
Combat Wrestling Revolution
- CRW Quebec Championship (1)

Montréal Wrestling Federation
- MWF Tag Team Championship (1 - con Mike Bailey)

Ohio Valley Wrestling
- OVW Television Championship (3)
- OVW Southern Tag Team Championship (2 - con Sam Shaw)

Pro Wrestling Illustrated
- 260º tra i 500 migliori wrestler su PWI 500 (2012)

Total Nonstop Action Wrestling
- TNA Gut Check Winner